# Elvira Menéndez
Elvira Menéndez, död 921, var drottning av León 914–921, gift med kung Ordoño II av León. 
Hon var dotter till greve Hermenegildo Gutiérrez och Ermesenda Gatónez, och mor till kungarna Sancho Ordóñez av Galicien, Alfonso IV av León och Ramiro II av León. Det finns begränsad information om henne, men hon är känd från flera donationer hon gjorde tillsammans med sin make till den galiciska adeln och till katedralen i Santiago de Compostela.